# ВЕС Näsudden
ВЕС Näsudden — наземна вітрова електростанція у Швеції, на південно-західному узбережжі острова Готланд.
Майданчик в районі Näsudden обрали для розміщення експериментальної вітрової турбіни компанії Vattefall потужністю 2 МВт ще у 1983 році. Її змонтували на башті висотою 70 метрів та обладнали двома лопатями. Через вісім років вона була демобілізована, проте майданчик й далі використовувався для відпрацювання технологій та виробництва електроенергії. Тут розміщували турбіни різні компанії, а їх загальна кількість сягала сотні.
Станом на 2014 рік на майданчику Näsudden працювало 60 вітрових турбін, з яких 10 загальною потужністю 12,2 МВт належали Vattefall. Остання компанія анонсувала їх демонтаж та заміну на три сучасні турбіни.